# Viktor Amadeo II.
Viktor Amadeo II. (Torino, Savoja, 14. svibnja 1666. -  Moncalieri, 31. listopada 1732.), savojski vojvoda (1675. – 1713.), sicilski (1713. – 1720.) i sardinski kralj (1720. – 1730.) iz Savojske dinastije. Stjecanjem Sardinije-Pijemonta uspostavio je temelje buduće talijanske nacionalne države.
Odrastao je pod skrbništvom majke Marije de Savoie-Nemours († 1724.) koja je vodila profrancusku politiku, zbog čega se Viktor Amadeo II. oženio s Anom d’Orléans, nećakinjom francuskog kralja Luja XIV. Kada je izbio Devetogodišnji rat (1688. – 1697.), Viktor Amadeo II. se pridružio španjolskim i austrijskim Habsburzima protiv Francuske. Međutim, kada se Španjolska usprotivila tome da Milano ostane savojska ratna stečevina, Viktor Amadeo je sklopio separatni mirovni sporazum s Francuskom, čije su odredbe bile u skladu s njegovim željama.
Kada je 1701. godine izbio Rat za španjolsku baštinu, Viktor Amadeo se priključio na stranu Francuza, ali je 1703. godine prešao na stranu Habsburgovaca. Francuski poraz kod Torina 1706. godine osigurao mu je stečene pozicije u Italiji. Mirom u Utrechtu 1713. godine dobio je kraljevski naslov i vlast nad Sicilijom, ali je već 1718. godine bio prisiljen zamijeniti Siciliju sa Sardinijom kojom je zavladao kao kralj 1720. godine.
Abdicirao je u korist sina Karla Emanuela III. 1730. godine, a kada je pokušao ponovno doći na vlast, sin ga je uhapsio i dao zatvoriti do kraja života.